# Артроцереус
Артроцереус (лат. Arthrocereus) — род растений семейства Кактусовые (Cactaceae) произрастающий на территории Бразилии.

## Название
Родовое латинское название Arthrocereus происходит от др.-греч. ἄρθρον, arthro — «сустав» и названия рода Cereus — Цереус (от лат. cereus — «восковой» или «восковая свеча».

## Описание
Представители рода — кактусы небольшого размера, имеют низкие кустовидные стебли, которые могут достигать до 1 м в высоту и имеют диаметр менее 6,30 см. От 9 до 19 нижних рёбер покрыты тесно сгруппированными ареолами с щетинистыми золотистыми колючками.
Цветки на длинных тонких опушенных трубках, бывают белыми, жёлтыми или двухцветными (розово-белыми).

## Таксономия
Arthrocereus A.Berger, первое упоминание в Kakteen: 337 (1929), nom. cons.

### Виды
Подтверждённые виды по данным сайта Plants of the World Online на 2023 год:
- Arthrocereus glaziovii (K.Schum.) N.P.Taylor & Zappi
- Arthrocereus melanurus (K.Schum.) Diers, P.Br. & Esteves
- Arthrocereus rondonianus Backeb. & Voll
- Arthrocereus spinosissimus (Buining & Brederoo) F.Ritter

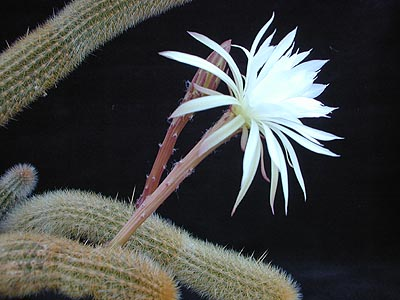
Arthrocereus glaziovii
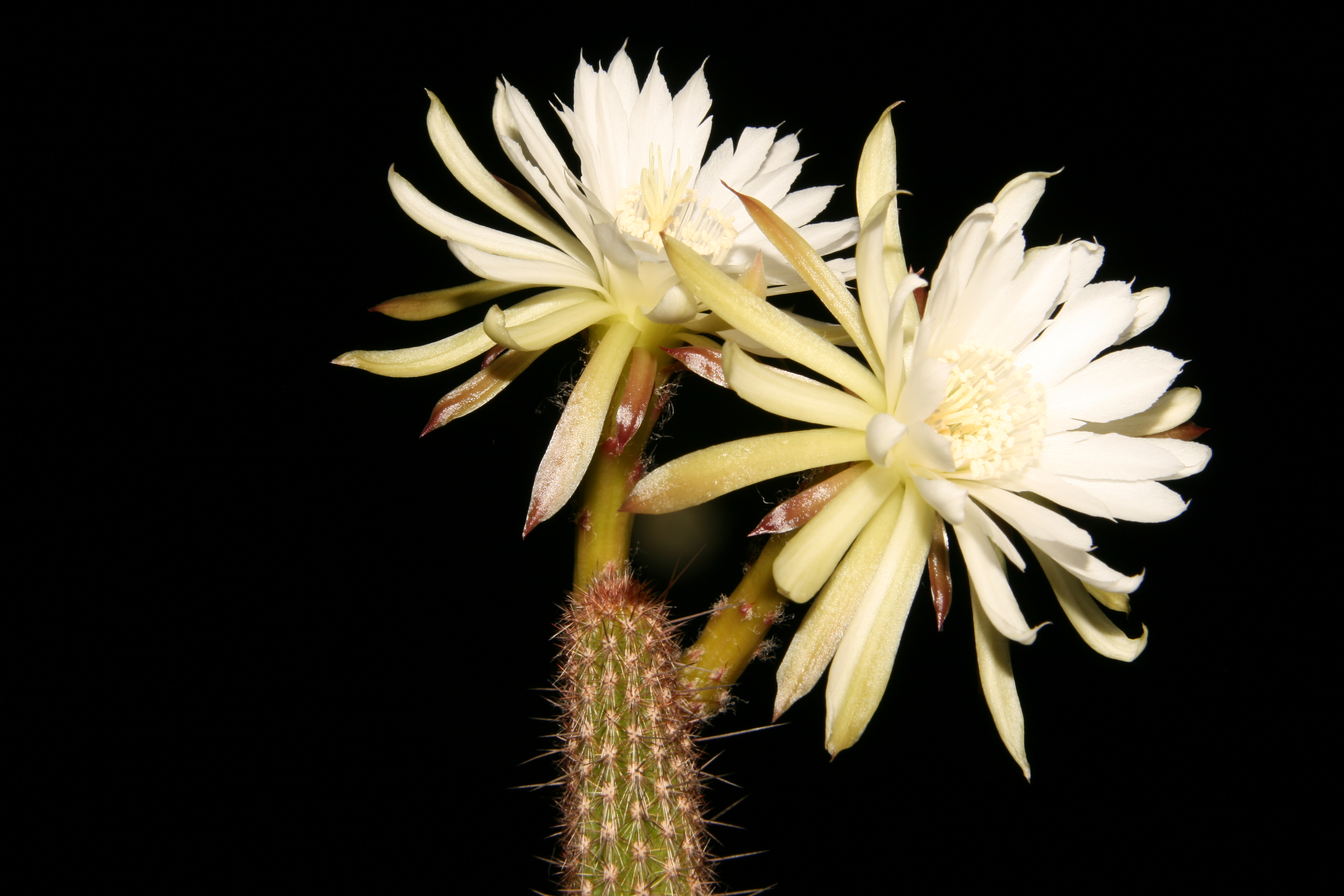
Arthrocereus melanurus
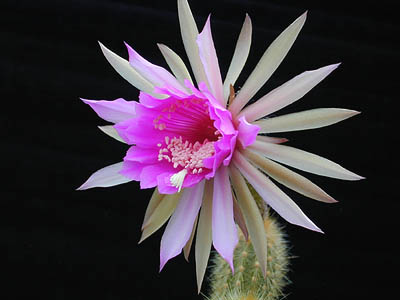
Arthrocereus rondonianus
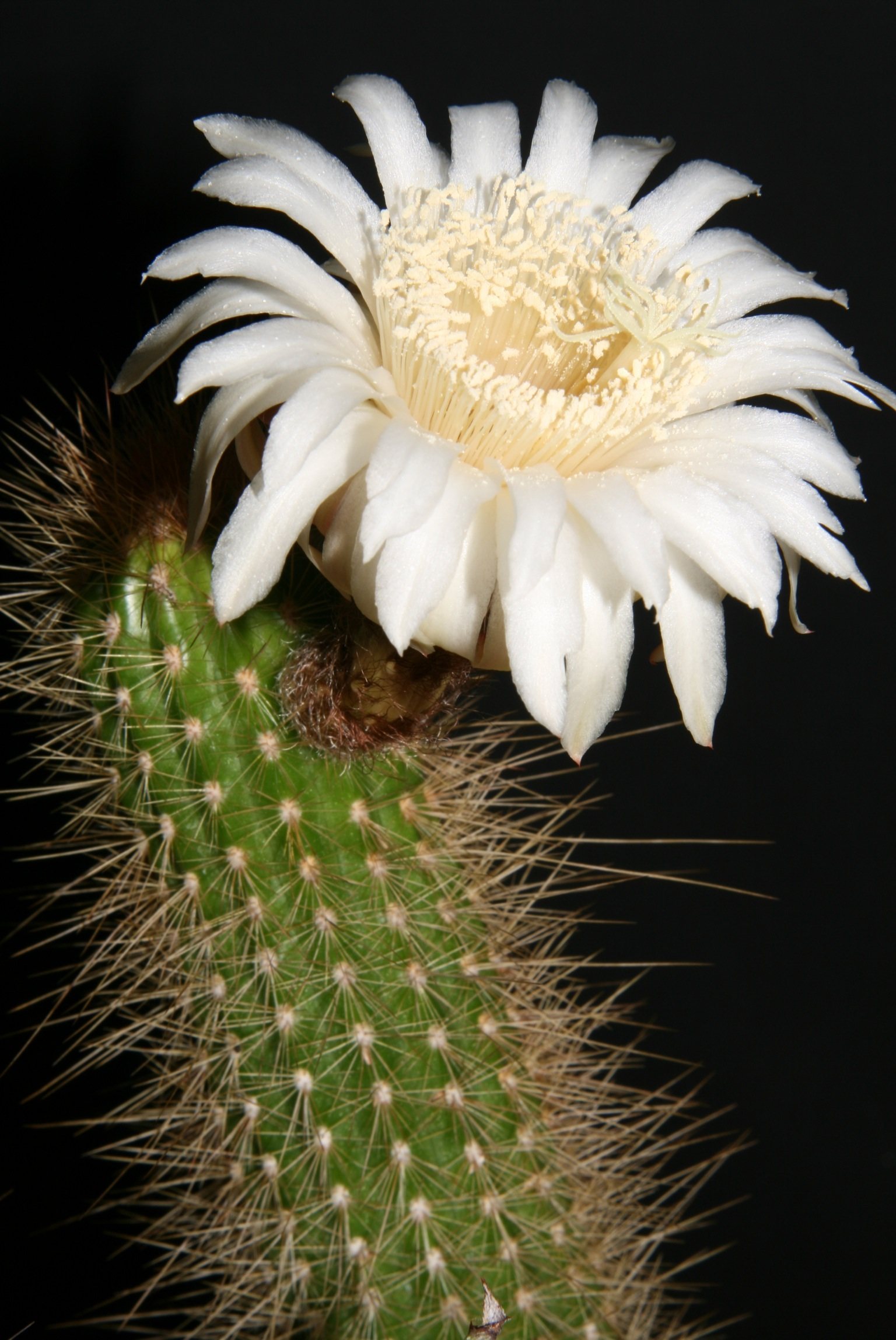
Arthrocereus spinosissimus